# کوریو (کومونه)
کوریو (به ایتالیایی: Corio) یک کومونه در ایتالیا است که در استان تورین واقع شده‌است. کوریو ۴۱٫۴ کیلومتر مربع مساحت و ۳٬۴۱۰ نفر جمعیت دارد و ۶۲۵ متر بالاتر از سطح دریا واقع شده‌است.